# إلياس الزايك
الياس الزايك ( 18ديسمبر 1990 -)، ممثل لبناني. بدأ مشواره الفني عام 2014 في فلم النسوان.

## حياته ومشواره المهني
تخرّج في التمثيل من أكاديمية «ستيلا آدلر» في لوس أنجلوس شارك في مسرحية «الدعوة» للكاتب والمخرج مارسيل غصن، كذلك في عدد من الأفلام القصيرة التي ستعرض في مهرجانات محلية ودولية كفيلم "Un Chien a Beyrouth" أو «كلب في بيروت»، إخراج جان ناصيف، وفيلم قصير بعنوان: "Momentum" إخراج نانا مارلا اسطفان
انطلاقته الفعلية كانت عام 2014 من خلال أول تجربة سينمائيّة له في فيلم «نسوان» اللبناني
ّ

## أعماله

### في السينما
| سنة الإنتاج | الفيلم           | الشخصية |
| ----------- | ---------------- | ------- |
| 2022        | قلتلك خلص        |         |
| 2017        | بغمضة عين        |         |
| 2014        | نسوان ... ليش لأ | صابر    |
| 2013        | كلب في بيروت     |         |
| 2013        | Momentum         |         |

### في التلفزيون
| سنة الإنتاج | اسم المسلسل                  | الشخصية |
| ----------- | ---------------------------- | ------- |
| 2022        | 8 days                       |         |
| 2021        | اعترافات فاشونيستا           |         |
| 2020        | من الآخر                     |         |
| 2019        | أسود                         | طارق    |
| 2018        | الحب الحقيقي ج2              | وائل    |
| 2017        | الحب الحقيقي ج1              | وائل    |
| 2016        | سوا                          |         |
| 2016        | وجع الصمت- خماسية لعبة القدر | الثعلب  |

### في المسرح
| سنة الإنتاج | المسرحية | الشخصية |
| ----------- | -------- | ------- |
| 2014        | الدعوة   |         |

## روابط خارجية
- إلياس الزايك على موقع قاعدة بيانات الأفلام العربية